# Алакольський заповідник
Алакольський державний природний заповідник (каз. Алакөл мемлекеттік табіғі қориғи) — природний заповідник в Казахстані, заснований з метою збереження природних комплексів, тваринного та рослинного світу дельти річки Тентек, а також унікальної популяції мартина Ichthyaetus relictus та інших колоніальних птахів на островах озера Алаколь. Розташований він у межах Алакольського району Алматинської та Урджарского району Східноказахстанської областей Казахстану.

## Географічне положення
Алаколь-Сасиккольська система озер розташована в пустельній западині між гірськими системами Джунгарського Алатау та Тарбагатаю в південно-східній частині Казахстану. У центрі западини розташована система великих озер: Сасикколь, Уяли (Кошкарколь), Алаколь, Жаланашколь.

## Режим заповідання
Навколо заповідних островів — Улькен Аралтобе, Середній та Кішкене Аралтобе, встановлена двокілометрова буферна зона площею 5130 га, в межах якої заборонені полювання, рибальство, стоянка катерів, човнів та інших плавальних засобів.

## Історія
Алакольський державний природний заповідник заснований постановою Уряду Республіки Казахстан від 21 Квітень 1998 р. на базі державного заказника «Реліктова чайка». Спочатку площа заповідника становила 12 520 гектарів, потім вона була збільшена до 19 713 гектарів. 5 жовтня 2010 територія була розширена до 65 217,9 га за рахунок земель Урджарського району.